# Euxena crypsichroma
Euxena crypsichroma là một loài bướm đêm trong họ Geometridae.